# Alan Rafkin
Alan Rafkin (23 de julio de 1928 – 6 de agosto de 2001) fue un director, productor y actor televisivo de nacionalidad estadounidense, ganador de un Premio Emmy.

## Biografía
Su nombre completo era Alfred Rafkin, y nació en Nueva York. Formado en la Academia Admiral Farragut, en Pine Beach, Nueva Jersey, fue uno de los más prolíficos directores de sitcom de todos los tiempos, trabajando en producciones como The Andy Griffith Show, The Dick Van Dyke Show, The Mary Tyler Moore Show, MASH, It's Garry Shandling's Show, Murphy Brown, Superagente 86, Entrenador, The Tim Conway Show, Paul Sand in Friends and Lovers, y Viva Valdez, entre otras.
Según su autobiografía, Cue the Bunny on the Rainbow (el título sacado de una de las producciones dirigidas por él en Captain Kangaroo), Rafkin dirigió episodios en más de 80 diferentes series televisivas. Fue premiado con un Premio Emmy por un episodio de "One Day At A Time" y con dos Premios CableACE por su trabajo en "It's Garry Shandling's Show".
A lo largo de su carrera tuvo la oportunidad de trabajar con productores de la talla de Sheldon Leonard, Danny Thomas, y Norman Lear. Rafkin tuvo amistad con muchos de sus actores, entre ellos Andy Griffith, Dick Van Dyke, Jerry Van Dyke, Mary Tyler Moore, Bob Newhart y Redd Foxx, y relaciones más inestables con Demond Wilson y Craig T. Nelson, entre otros.
Alan Rafkin falleció en el año 2001 en Los Ángeles, California, a causa de una dolencia cardiaca.

## Selección de su filmografía
Como director:
- Ski Party – 1965
- The Ghost and Mr. Chicken (1966)
- The Shakiest Gun in the West (1968)
- Angel in My Pocket (1969)
- The Tim Conway Show (1970): "Mail Contract"
- How to Frame a Figg (1971)
- Sanford and Son (varios episodios)
- Paul Sand in Friends and Lovers (1974): "Fiddler in the House", "Dreyfuss and Dreyfuss, Associates", "All's Well That Ends", "The Groupie"
- Viva Valdez (1976), 12 episodios
- One Day at a Time (varios episodios)
- It's Garry Shandling's Show (varios episodios)